# Фонд имени Вау Холланда
Фонд имени Вау Холланда (немецкий: Wau Holland Stiftung; WHS) — некоммерческая организация в Гамбурге, Германия.
Она была создана в 2003 году в память о Вау Холланде, сооснователе Chaos Computer Club. Целью фонда является сохранение и дальнейшее развитие идей Холланда в таких областях, как оценка социальной значимости технологий, история техники и свобода информации. В частности, он содействует использованию электронных средств в учебном процессе, а также организует мероприятия, посвящённые социальным аспектам современных информационных технологий.
Проекты фонда включают «Архив новейшей истории технологии», который документирует историю хакерского движения, а также кампанию против машин для голосования (оба проекта в сотрудничестве с Chaos Computer Club). Фонд также принимает пожертвования в Европе в поддержку организации WikiLeaks.
По состоянию на декабрь 2010 года, капитал фонда составляет около 62 000 €. Он также владеет землёй (стоимостью около 1 500 €), на текущий момент сданной в аренду государственному учреждению.

## Отношения к WikiLeaks
Фонд собрал более 1,2 миллиона долларов США для WikiLeaks с момента начала приёма пожертвований в его пользу в октябре 2009 года. 4 декабря 2010 PayPal выключил возможность пожертвований из-за связи фонда с WikiLeaks, утверждая, что счёт используется для «операций, которые стимулируют, поощряют, способствуют или вовлекают других в противозаконную деятельность». 8 декабря 2010 года фонд опубликовал пресс-релиз, заявив, что он подаёт в суд на PayPal за блокировку его учётной записи и за клевету в обвинении в «незаконной деятельности».
Из-за сбора пожертвований для WikiLeaks благотворительный статус фонда был оспорен и позже отозван властями Германии. Он был восстановлен 12 декабря 2012 года с распространением на 2011 и 2012 годы.